# Наєви
Наєви (хорв. Najevi) — населений пункт у Хорватії, у Сплітсько-Далматинській жупанії у складі громади Марина.

## Населення
Населення за даними перепису 2011 року становило 42 осіб.
Динаміка чисельності населення поселення:

## Клімат
Середня річна температура становить 15,26 °C, середня максимальна – 28,70 °C, а середня мінімальна – 2,47 °C. Середня річна кількість опадів – 731 мм.
| Клімат поселення                              | Клімат поселення | Клімат поселення | Клімат поселення | Клімат поселення | Клімат поселення | Клімат поселення | Клімат поселення | Клімат поселення | Клімат поселення | Клімат поселення | Клімат поселення | Клімат поселення | Клімат поселення |
| Показник                                      | Січ.             | Лют.             | Бер.             | Квіт.            | Трав.            | Черв.            | Лип.             | Серп.            | Вер.             | Жовт.            | Лист.            | Груд.            |                  |
| Середній максимум, °C                         | 10,93            | 11,44            | 14,14            | 17,52            | 22,54            | 26,44            | 28,70            | 28,52            | 24,14            | 19,74            | 14,41            | 11,19            |                  |
| Середня температура, °C                       | 6,69             | 7,19             | 9,89             | 13,28            | 18,31            | 22,20            | 25,18            | 25,01            | 20,61            | 16,22            | 10,87            | 7,65             |                  |
| Середній мінімум, °C                          | 2,47             | 2,96             | 5,67             | 9,04             | 14,07            | 17,97            | 21,65            | 21,46            | 17,08            | 12,71            | 7,35             | 4,13             |                  |
| Норма опадів, мм                              | 66               | 56               | 63               | 64               | 50               | 46               | 27               | 42               | 67               | 78               | 93               | 79               |                  |
| Середньомісячна швидкість вітру, м/с          | 3.33             | 3.48             | 3.56             | 3.33             | 2.93             | 2.67             | 2.71             | 2.60             | 2.91             | 3.05             | 3.73             | 3.63             |                  |
| Середньомісячна сонячна радіація, кДж/м²·день | 5496             | 8198             | 11938            | 16589            | 20661            | 23228            | 24668            | 21669            | 16138            | 10485            | 5914             | 4647             |                  |
| --------------------------------------------- | ---------------- | ---------------- | ---------------- | ---------------- | ---------------- | ---------------- | ---------------- | ---------------- | ---------------- | ---------------- | ---------------- | ---------------- | ---------------- |
| Джерело:                                      |                  |                  |                  |                  |                  |                  |                  |                  |                  |                  |                  |                  |                  |